# Heteroonops vega
Heteroonops vega là một loài nhện trong họ Oonopidae.
Loài này thuộc chi Heteroonops. Heteroonops vega được miêu tả năm 2009 bởi Norman I. Platnick & Dupérré.